# Embankment-machine
De Embankment-machine (ook wel bekend als de Digging Machine) is een fictieve machine uit H.G. Wells’ sciencefictionroman The War of the Worlds. Het is een van de machines die door de Martianen wordt gebruikt bij hun invasie op Aarde.

## Beschrijving
De machine komt in het boek slechts eenmaal voor. Een exacte omschrijving van hoe de machine eruitziet wordt niet gegeven, maar Wells vermeldt wel dat de Martianen de machines gebruiken om de kraters waar de cilinders zijn geland te verbreden. Ook wordt vermeld dat de machines geen piloot hebben, maar automatisch kunnen handelen.
Wanneer de Martianen verder trekken wordt een Embankment-machine achtergelaten of meegenomen naar hun volgende locatie.

## In andere bewerkingen
De Embankment-machine kwam voor in de graphic novel van Dark Horse Comics. Hierin wordt de machine neergezet als een enorme mechanische aardworm die zich voortbeweegt op verschillende mechanische poten als een duizendpoot.
Een andere versie van de Embankment-machine is de versie bedacht door Jeff Wayne voor Jeff Wayne's Musical Version of The War of the Worlds en het computerspel Jeff Wayne's The War of the Worlds. Deze versie van de machine is een grote logge vierbenige machine. In het spel heeft deze machine geen wapens. Zijn primaire doel is het bouwen van verdedigingswerken rondom een Martiaans kamp.